# Carly Chaikin
Carly Hannah Chaikin (Santa Mónica, California; 26 de marzo de 1990) es una actriz estadounidense. Se dio a conocer como intérprete en la película La última canción y actualmente reside en Santa Mónica, California, Estados Unidos.

## Carrera

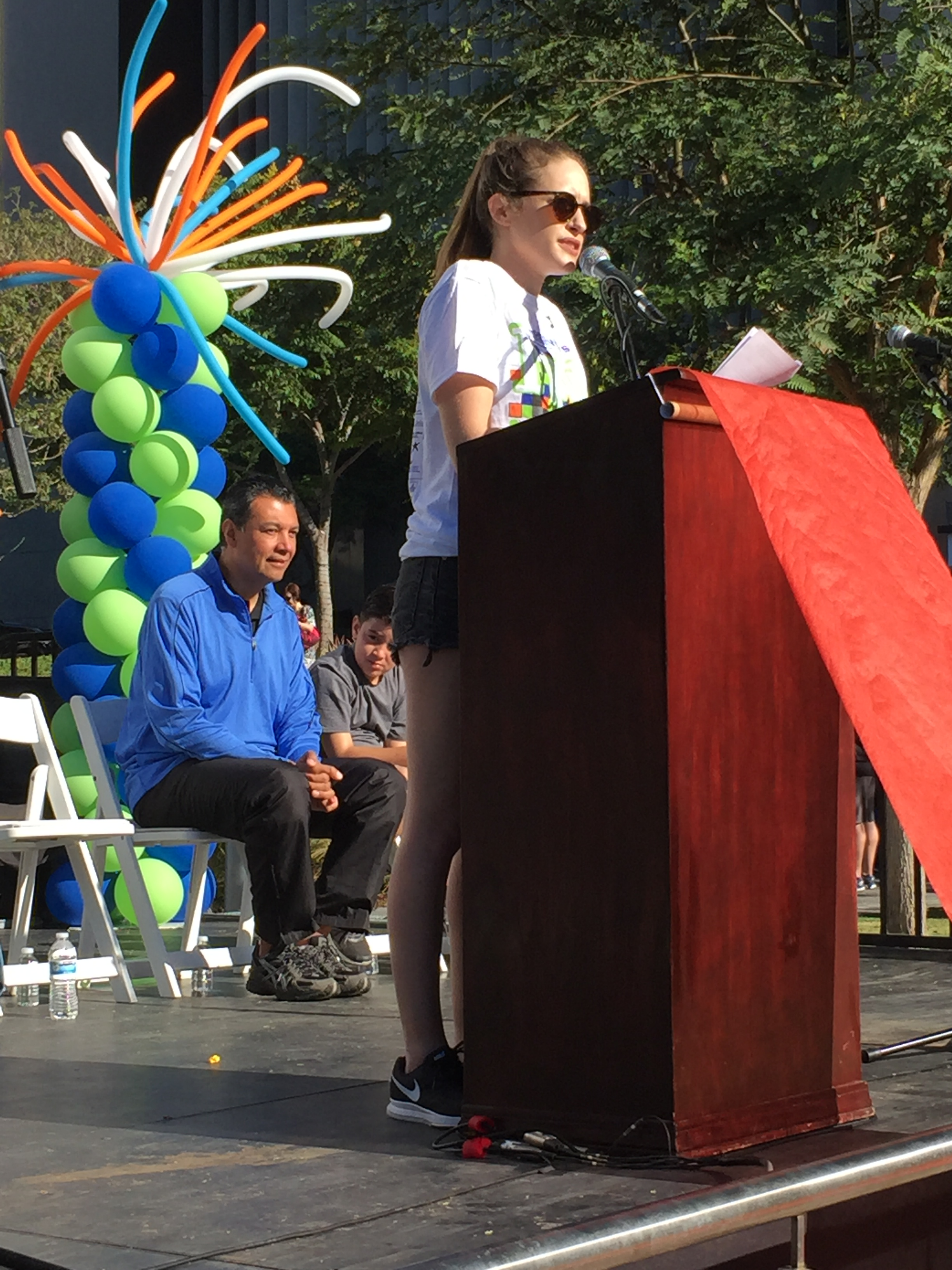
Carly Chaikin dando un discurso en un evento público en Los Ángeles en 2016.

Chaikin supo que quería ser actriz desde que tenía 11 años de edad. En 2009, Chaikin consiguió el papel de Veronica en la película The Consultants, estrenada el 4 de diciembre de 2010 en Estados Unidos.
Después, protagonizó junto a Miley Cyrus la película La última canción, adaptación cinematográfica de la novela homónima de Nicholas Sparks, interpretando al personaje de Blaze, antagonista de Ronnie, interpretada por Cyrus.
Desde 2011 y hasta 2014 interpretó el papel de Dalia Royce en la serie de comedia Suburgatory.
Además, participó en la película independiente My Uncle Rafael, protagonizada por John Michael Higgins, y trabajó junto a Rami Malek y Christian Slater en el drama televisivo Mr. Robot.

## Filmografía

### Cine y televisión
| Año       | Título                     | Personaje        | Notas                |
| --------- | -------------------------- | ---------------- | -------------------- |
| 2009      | The Consultants            | Veronica         |                      |
| 2010      | La última canción          | Blaze            | Antagonista          |
| 2010      | My Uncle Rafael            | Kim              |                      |
| 2011      | Escapee                    | Lynne Petersen   |                      |
| 2011-2014 | Suburgatory                | Dalia Royce      | Personaje principal  |
| 2015-2019 | Mr. Robot                  | Darlene Alderson | Personaje principal  |
| 2015      | Bad Blood                  | Frances          |                      |
| 2017      | People You May Know        | Oakley           |                      |
| 2018      | Amor y disfunción          | Claire           | Personaje principal  |
| 2020      | Último momento de claridad | Kat Zarco        | Personaje secundario |